# Skoky do vody na mistrovství světa v plaveckých sportech 2003
Závody v skocích do vody na mistrovství světa v plaveckých sportech za rok 2003 proběhly v Barceloně, Španělsko ve dnech 13. až 21. července 2003.

## Česká stopa
Na tomto mistrovství světa Česko nemělo ve skocích do vody zastoupení.

## Výsledky

### Individuální disciplíny
| Muži              | Zlato                    | Zlato  | Stříbro                  | Stříbro | Bronz                   | Bronz  |
| ----------------- | ------------------------ | ------ | ------------------------ | ------- | ----------------------- | ------ |
| Skoky z 1 m prkna | Sü Siang (CHN)           | 431,94 | Wang Kche-nan (CHN)      | 412,41  | Joona Puhakka (FIN)     | 391,26 |
| Skoky z 3 m prkna | Alexandr Dobroskok (RUS) | 788,37 | Pcheng Po (CHN)          | 780,84  | Dmitrij Sautin (RUS)    | 776,54 |
| Skoky z 10 m věže | Alexandre Despatie (CAN) | 716,91 | Mathew Helm (AUS)        | 697,74  | Tchien Liang (CHN)      | 696,06 |
| Ženy              | Zlato                    | Zlato  | Stříbro                  | Stříbro | Bronz                   | Bronz  |
| Skoky z 1 m prkna | Irina Lašková (AUS)      | 299,97 | Conny Schmalfußová (GER) | 296,13  | Blythe Hartleyová (CAN) | 291,33 |
| Skoky z 3 m prkna | Kuo Ťing-ťing (CHN)      | 617,94 | Julija Pachalinová (RUS) | 611,58  | Wu Min-sia (CHN)        | 589,80 |
| Skoky z 10 m věže | Émilie Heymansová (CAN)  | 597,45 | Lao Li-š' (CHN)          | 595,56  | Li Nao (CHN)            | 563,43 |

### Týmové disciplíny
| Muži                                     | Zlato                                            | Zlato  | Stříbro                                            | Stříbro | Bronz                                                   | Bronz  |
| ---------------------------------------- | ------------------------------------------------ | ------ | -------------------------------------------------- | ------- | ------------------------------------------------------- | ------ |
| Synchronizované skoky dvojic z 3 m prkna | Rusko (RUS) (Alexandr Dobroskok, Dmitrij Sautin) | 369,18 | Čína (CHN) (Wang Tchien-ling, Wang Feng)           | 343,29  | Německo (GER) (Andreas Wels, Tobias Schellenberg)       | 334,44 |
| Synchronizované skoky dvojic z 10 m věže | Austrálie (AUS) (Mathew Helm, Robert Newbery)    | 384,60 | Ukrajina (UKR) (Roman Volodkov, Anton Zacharov)    | 372,60  | Čína (CHN) (Tchien Liang, Chu Ťia)                      | 367,14 |
| Ženy                                     | Zlato                                            | Zlato  | Stříbro                                            | Stříbro | Bronz                                                   | Bronz  |
| Synchronizované skoky dvojic z 3 m prkna | Čína (CHN) (Wu Min-sia, Kuo Ťing-ťing)           | 357,30 | Rusko (RUS) (Julija Pachalinová, Vera Iljinová)    | 321,24  | Mexiko (MEX) (Paola Espinosaová, Laura Sánchezová)      | 299,64 |
| Synchronizované skoky dvojic z 10 m věže | Čína (CHN) (Lao Li-š', Li Tching)                | 344,58 | Austrálie (AUS) (Loudy Tourkyová, Lynda Dackiwová) | 323,34  | Rusko (RUS) (Jevgenija Olševská, Svetlana Timošininová) | 300,12 |

## Medailová bilance
Ve skocích do vody se rozdělily celkem 10 sad medailí.
| Pořadí | Stát            |       | Muži    | Muži  | Muži  |         | Ženy  | Ženy  | Ženy    |       | Muži + Ženy | Muži + Ženy | Muži + Ženy | Celkem |
| Pořadí | Stát            | Zlato | Stříbro | Bronz | Zlato | Stříbro | Bronz | Zlato | Stříbro | Bronz |             |             |             | Celkem |
| ------ | --------------- | ----- | ------- | ----- | ----- | ------- | ----- | ----- | ------- | ----- | ----------- | ----------- | ----------- | ------ |
| 1.     | Čína (CHN)      |       | 1       | 3     | 2     |         | 3     | 1     | 2       |       | 4           | 4           | 4           | 12     |
| 2.     | Rusko (RUS)     |       | 2       | 0     | 1     |         | 0     | 2     | 1       |       | 2           | 2           | 2           | 6      |
| 3.     | Austrálie (AUS) |       | 1       | 1     | 0     |         | 1     | 1     | 0       |       | 2           | 2           | 0           | 4      |
| 4.     | Kanada (CAN)    |       | 1       | 0     | 0     |         | 1     | 0     | 1       |       | 2           | 0           | 1           | 3      |
| 5.     | Německo (GER)   |       | 0       | 0     | 1     |         | 0     | 1     | 0       |       | 0           | 1           | 1           | 2      |
| 6.     | Ukrajina (UKR)  |       | 0       | 1     | 0     |         | 0     | 0     | 0       |       | 0           | 1           | 0           | 1      |
| 7.     | Finsko (FIN)    |       | 0       | 0     | 1     |         | 0     | 0     | 0       |       | 0           | 0           | 1           | 1      |
| 7.     | Mexiko (MEX)    |       | 0       | 0     | 0     |         | 0     | 0     | 1       |       | 0           | 0           | 1           | 1      |
| Celkem | Celkem          |       | 5       | 5     | 5     |         | 5     | 5     | 5       |       | 10          | 10          | 10          | 30     |